# Raúl Guzman
Raúl Guzmán (La Serena, 9 de julio de 1951), más conocido como "Papito", fue un artista y ex-reo chileno.

## Biografía
Pocos meses después de su nacimiento, se traslada con su familia a la ciudad de Santiago en busca de nuevas oportunidades, donde estudió hasta sexto año de escuela.
Cometió su primer delito en la alameda de Santiago a la edad de 11 años, siendo enviado a una casa de menores, dando inicio a su vida delictual.
Más tarde, enfrentó su primera condena en Lima, Perú, a la que le siguieron otras en cárceles de Argentina, Brasil, Uruguay y Bolivia.
Durante una condena en Chile, fue trasladado de varias cárceles hasta llegar a Valparaíso en 1995, hasta terminar su condena en 2002. Durante su estancia en prisión, en 1998, en la Ex-cárcel de Valparaíso, asistió a talleres teatrales y literarios.
En el año 2000, mientras cumplía su condena, obtuvo un beneficio de salida diaria, dando inicio a su vida artística, escribiendo y presentando su primera obra teatral, "La Mancha de Chocolate", junto con la compañía Escale.
En el año 2001, obtiene un empleo en la ex-cárcel de Valparaíso, realizando visitas guiadas por el centro cultural, aprovechando su conocimiento del recinto y del ambiente carcelario, actividad que mantuvo hasta su muerte. Durante el mismo año, publica su libro, titulado "Coa", un diccionario de jergas carcelarias y funda la compañía de teatro "Los Manchaos", escribiendo y actuando en diversas obras teatrales.
Durante su proceso de rehabilitación, fue entrevistado por diversos canales de televisión, llegando a participar en un documental estudiantil de la ex Universidad ARCIS. 
Más tarde, creó "Xpo Papito", un centro cultural y patrimonial que buscaba retratar su vida y obras artísticas.

## Obras
- Coa (2001)